# Freycinet nationalpark
Freycinet nationalpark är en 168,03 km² stor nationalpark på Tasmaniens östkust i Australien. Den består av Freycinethalvön, Schouten Island samt näraliggande småöar och klippor. Den inrättades den 29 augusti 1916 och är därmed en av Tasmaniens äldsta nationalparker.

## Flora
Floran i parken inkluderar flera hotade arter, däribland Cyphanthera tasmanica, Epacris barbata och Stenanthemum pimeleoides. 49 av arterna är endemiska i Tasmanien.

## Fauna

### Däggdjur
Det vanligaste kängurudjuret i parken är rödhalsad vallaby, även Thylogale billardierii är vanlig. Sällsyntare arter inkluderar Potorous apicalis, Dasyurus maculatus, vanlig pungekorre och korthuvad flygpungekorre.

### Fåglar
Fågellivet är rikt och varierat, av Tasmaniens mer än 230 arter har minst 147 setts i området kring nationalparken. Den hotade svalparakiten häckar i området, liksom vitbukad havsörn och kilstjärtörn.

### Reptiler och amfibier
Det finns tre arter ormar i parken, Notechis ater, Austrelaps superbus och Drysdalia coronoides, alla tre är giftiga.
Egernia whitii och Niveoscincus ocellatus är vanliga.

### Fiskar
I februari 2000 gjordes för första gången en inventering av fisklivet i vattnen i och runt Freycinet. På Schouten Island fann man silversidor, yarraforell, Neochanna cleaveri och Anguilla sp. eel. Även Pseudogobius olorum och Pseudaphritis urvillii registrerades.

### Ryggradslösa djur
Lite är känt om parkens ryggradslösa djur, men några vetenskapligt intressanta arter har noterats, däribland Bothriembryon tasmanicus och Astacopsis franklinii.